# Kaple Nanebevzetí Panny Marie (Tuhnice)
Zaniklá kaple Nanebevzetí Panny Marie v Tuhnicích, nazývaná rovněž děkovná kaple Nanebevzetí Panny Marie v Tuhnicích, původního názvu Votiv-Capelle Maria Himmelfahrt in Donitz, byla postavena v letech 1888–1891 stavitelem Konrádem Ecklem podle plánu Josefa Walderta. Stála uprostřed tehdy samostatné obce Donitz, dnes Tuhnice, městská část Karlových Varů. Její slavnostní vysvěcení se uskutečnilo 3. prosince 1891. Koncem druhé světové války, dne 19. dubna 1945, byla poškozena při bombardování dolního nádraží. Její trosky byly pak počátkem padesátých let 20. století strženy.

## Historie
V roce 1888 slavil císař František Josef I. čtyřicet let svého panování. Na jeho přání si lidé připomínali výročí formou charitativních darů nebo veřejně prospěšnými stavbami. Obec Tuhnice, na jejímž území tehdy nestál žádný důstojný kostel, se rozhodla pro stavbu votivní (děkovné) kaple a jejího zasvěcení patronce Tuhnic Panně Marii.
Kapli postavil v letech 1888–1891 stavitel Konrád Eckle podle plánů karlovarského městského stavitele Josefa Walderta. Pro stavbu bylo zvoleno travnaté prostranství mezi ulicemi Ziegelhütten Strasse (dnes Šumavská) a bývalou Donitzer Strasse (dnes chodník v zatravněné ploše) uprostřed tehdy samostatné obce Tuhnice (Donitz). 
Dne 3. prosince 1888 byl položen základní kámen a dne 3. prosince 1891 se uskutečnilo slavnostní vysvěcení kaple karlovarským děkanem Janem Würlem. Slavnosti se zúčastnil spolu s dalšími hosty i tehdejší starosta Tuhnic.
Tuhnice neměly vlastní faru, proto mše a jiné církevní úkony přicházeli sloužit kněží z Rybář. Nejprve z kostela sv. Urbana, od roku 1906 pak z nově vystavěného kostela Povýšení sv. Kříže. V kapli byla pravidelně každou neděli konána bohoslužba. Dne 12. září slavili místní obyvatelé každoročně na louce u kaple svátek patronky Panny Marie. Okolí kaple bylo postupně parkově upraveno a byly zde vysázeny kaštany. V srpnu roku 1910 u příležitosti oslav osmdesátin císaře Františka Josefa I. byly u kaple vysazeny tři duby.
Koncem druhé světové války 19. dubna 1945 byla kaple poškozena náletem spojeneckých letadel během bombardování dolního nádraží a kolejového depa v Tuhnicích. Kapli zasáhla jedna ze zápalných pum, která objekt rozpůlila, takže zbyla pouze přední část stavby se zvoničkou. Během náletu se do kaple schovala manželka místního kramáře s malým dítětem a oba byli smrtelně zraněni.
Po válce nebyla pobořená kaple již nikdy opravena. Její trosky byly později, patrně někdy na počátku padesátých let 20. století, strženy. Podle svědectví pamětníků byly zbytky kaple patrny ještě roku 1956.

## Popis

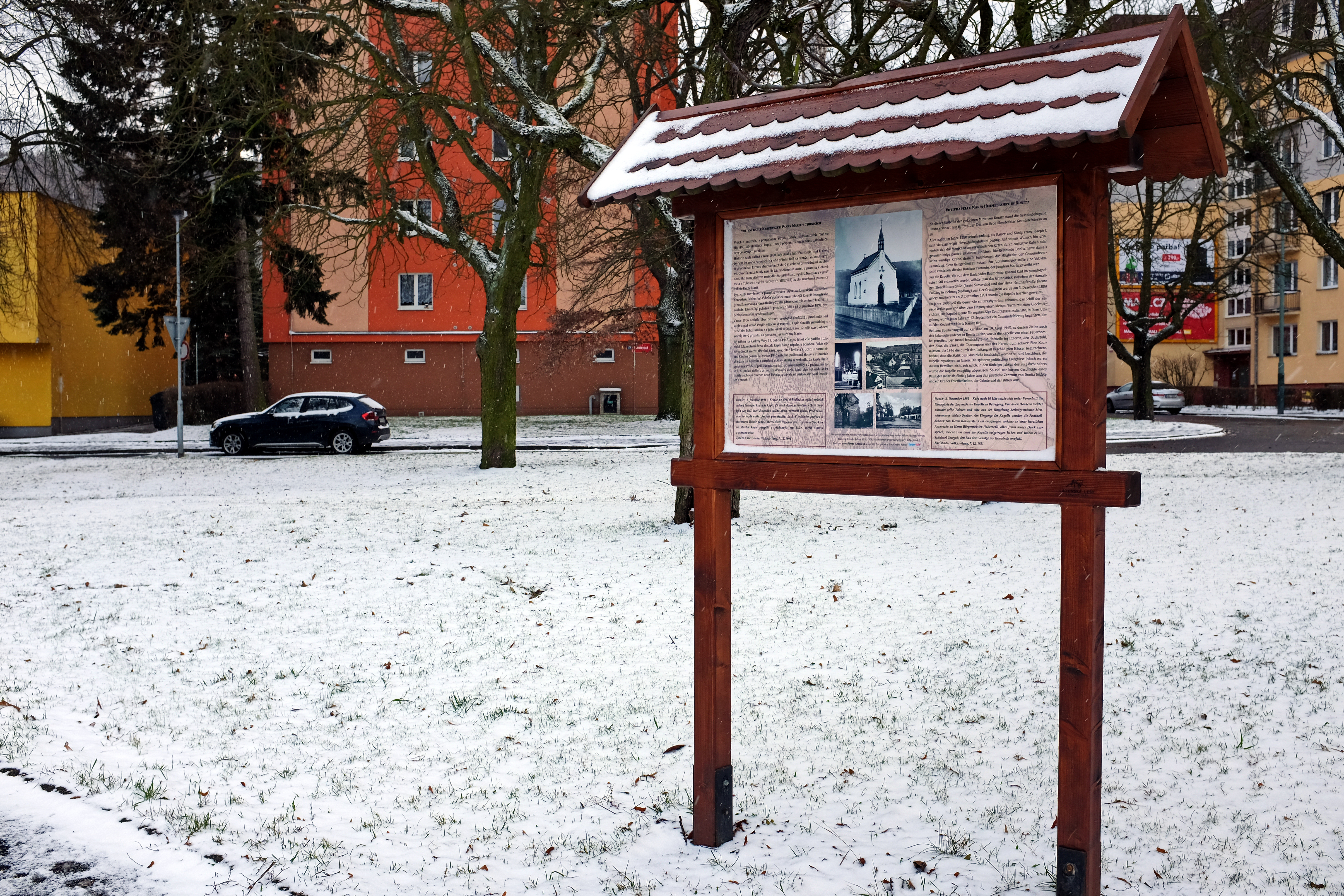
Informační tabule na místě zaniklé kaple

Kaple stála uprostřed tehdy samostatné obce Donitz, dnes Tuhnice, městská část Karlových Varů. 
Jednalo se o novogotickou stavbu na obdélném půdorysu s dvoustupňovými opěrnými nárožními pilíři. Byla kryta břidlicovou sedlovou střechou s latinským křížem. V jejím závěru byl hřeben s připojeným odsazeným krátkým obdélným, trojboce uzavřeným presbytářem, krytým nízkou břidlicovou valbovou střechou.
Vstupní průčelí bylo orientováno k severozápadu. Hrotitý portál vchodu byl uzavřen obdélnými dvoukřídlými prosklenými dřevěnými dveřmi. Prosklené nadpraží mělo gotizující dřevěnou kružbou, nad ním bylo v ose prolomeno kruhové okénko a vše bylo završeno trojúhelníkovým štítem, zvýrazněným částečně vystupující hranolovou věžičkou, vynesenou na konzolách, se štíhlou otevřenou osmibokou sloupkovou zvoničkou završenou jehlancovou stříškou s makovicí, a latinským křížem na vrcholu.

## Galerie

Fotografie kaple ze soukromých sbírek Kristiana Houfa a Jindřicha Nového
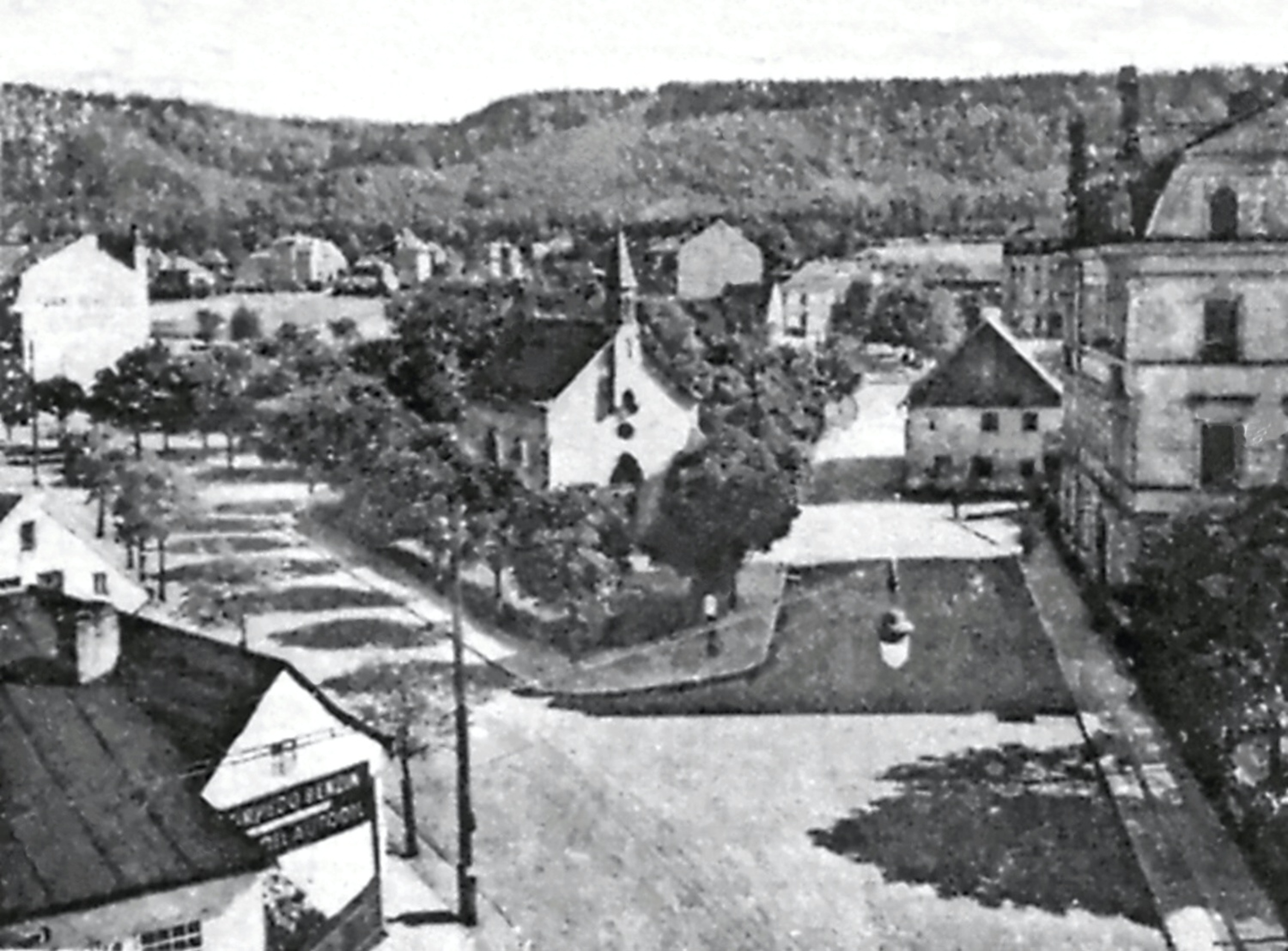
Obec Donitz s kaplí uprostřed, foto po roce 1906
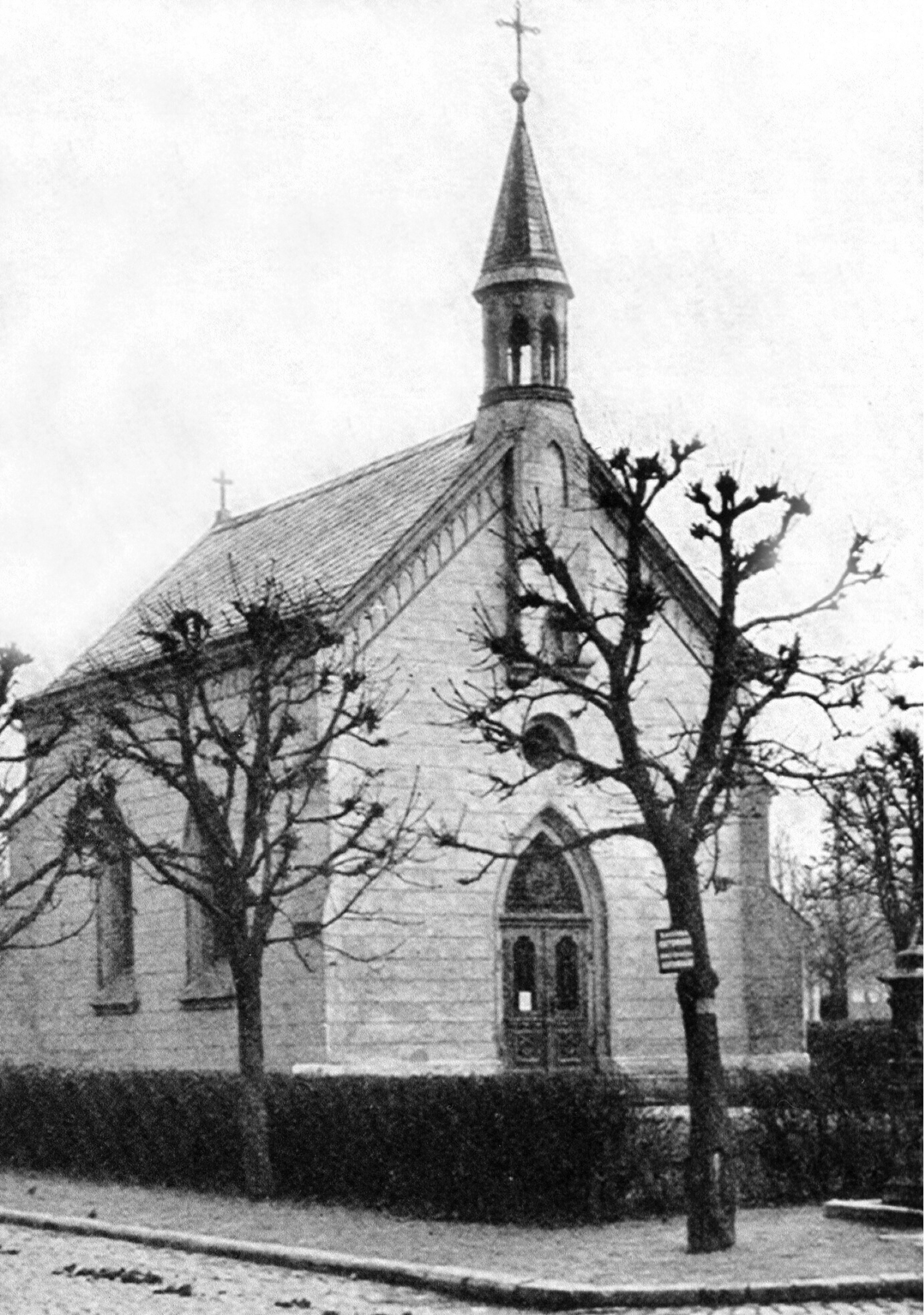
Pohled na vstupní průčelí
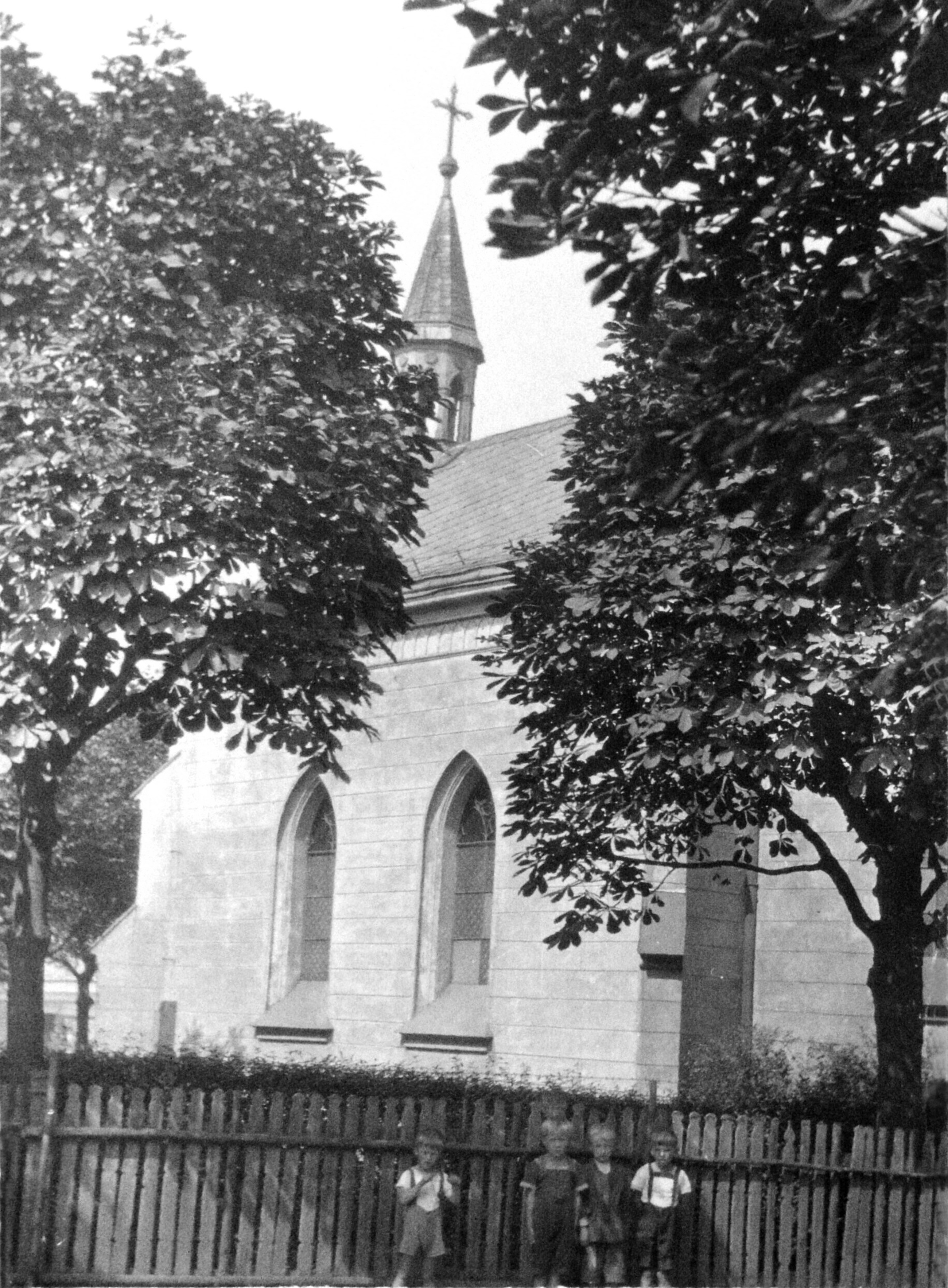
Pohled na boční stěnu s okny
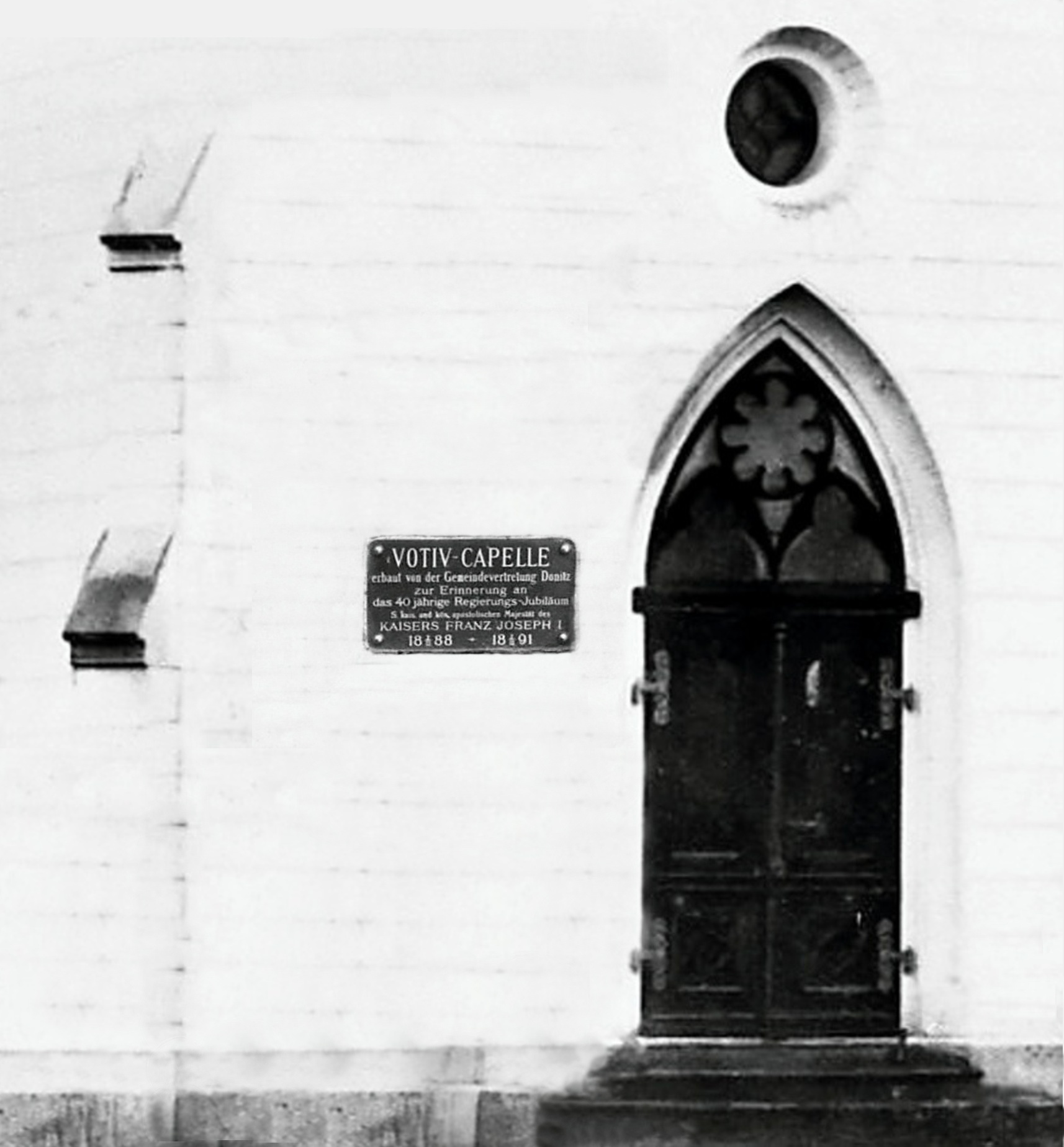
Detail vstupního průčelí s popisovou tabulkou
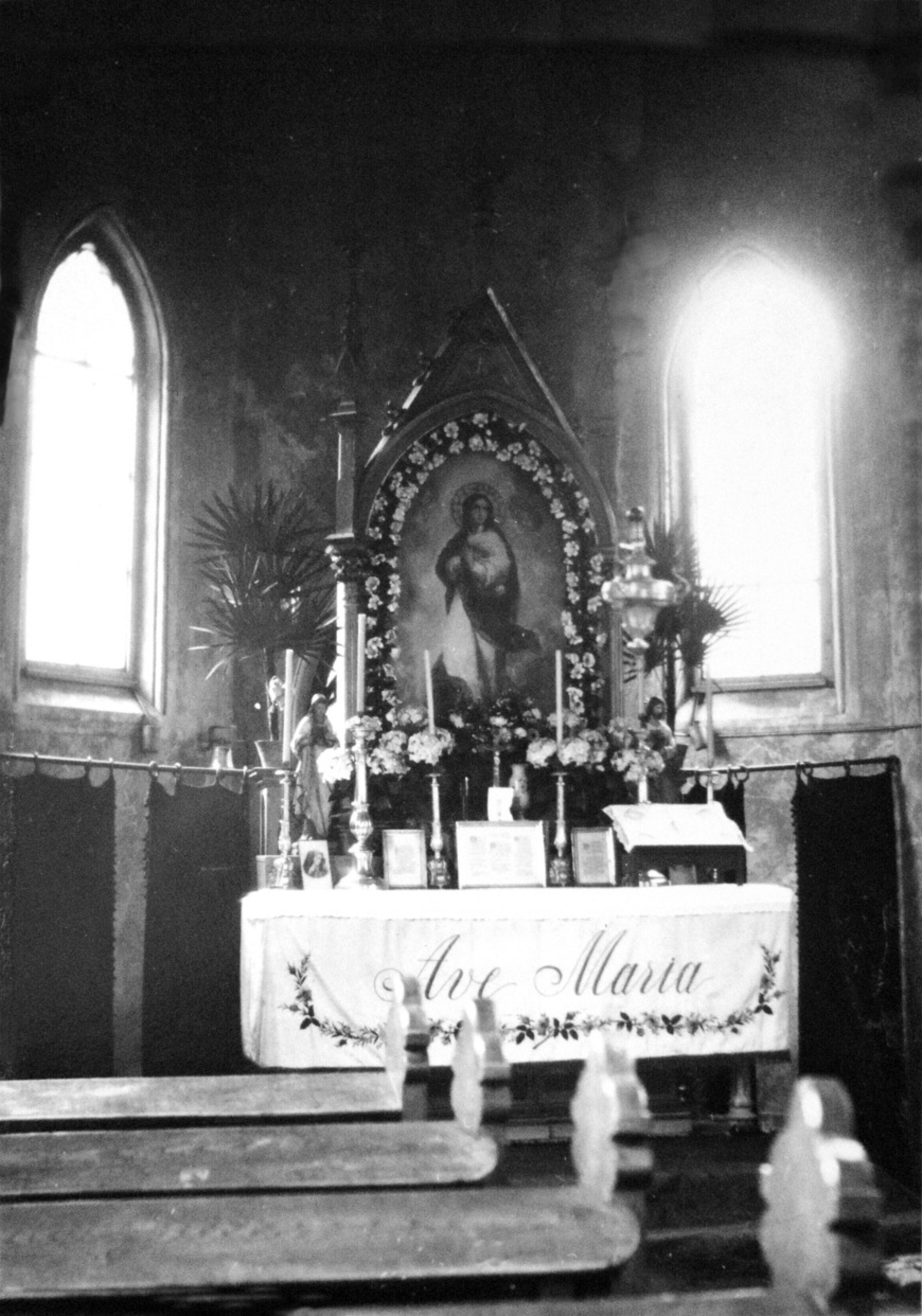
Oltář s obrazem Panny Marie
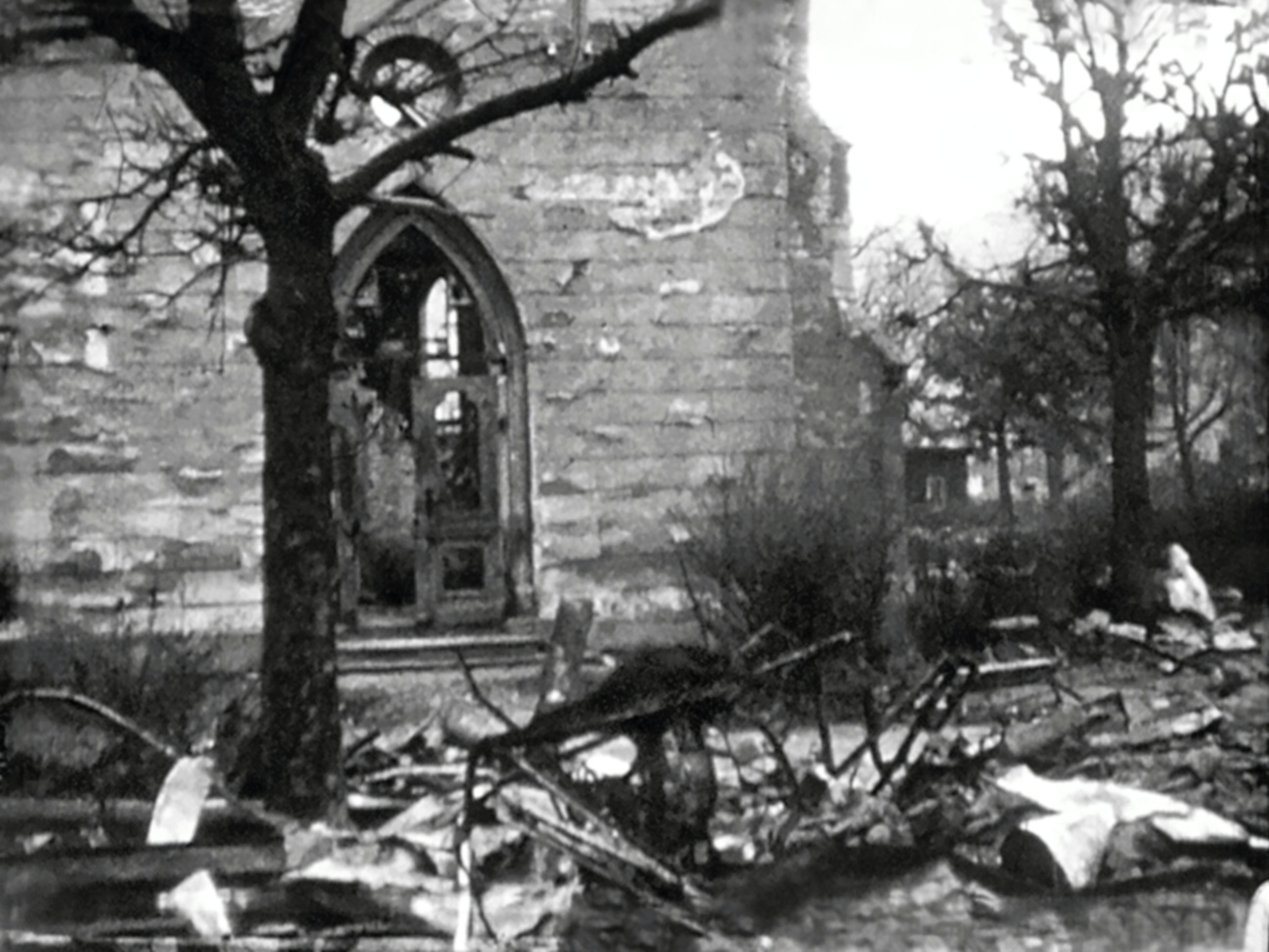
Poškození bombardováním, foto z roku 1946
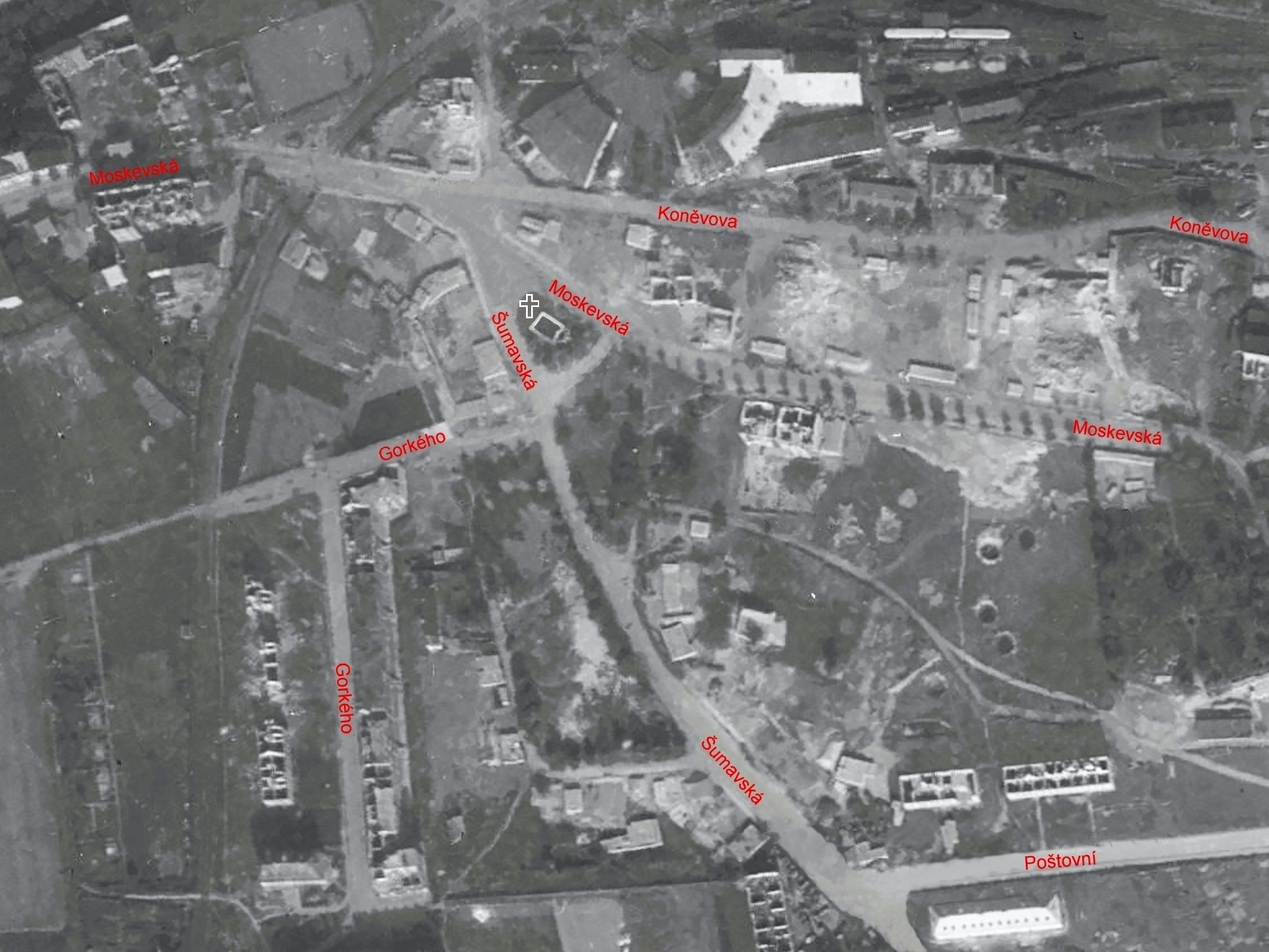
Tuhnice, letecký snímek z roku 1946